# Piman
Piman (Tepiman; MexSp Pimic) je porodica indijanskih jezika, ili dio porodice Juto-Asteci, koja obuhvaća niz srodnih jezika i plemena iz Arizone i Sonore, i koja je po glavnom plemenu i jeziku Pima dobila ime. Plemena što se služe, ili su se služila jezicima i dijalektima Piman porodice su: Cocomacague, Colotlan, Himeri, Nebome ili Nevome, Papago (Tohono O'odham ), Piato, Pima (Akimel O'odham), Pima Bajo ili Lower Pima (O:b No'ok), Potlapigua, Quahatika, Tepecano, Teul, Ure, Vigitega, Yecora i Tepehuane del Norte i Tepehuane del Sur zvani kolektivno i Tepehuane. -Neki su autori prije ovoj porodici pripisivali i plemena što su govorila Taracahitian jezicima, no to nije priznato. 

## Vanjske poveznice
- Ethnologue (14th)
- Ethnologue (15th)
- Tepiman family  Arhivirana inačica izvorne stranice od 12. rujna 2006. (Wayback Machine)